# 克里斯蒂安·达尔克
克里斯蒂安·达尔克（德語：Christian Dahlke，1969年1月4日—），德国男子赛艇运动员。他曾代表德国参加世界赛艇锦标赛，获得一枚金牌和一枚银牌，均来自男子轻量级八人单桨有舵手项目。